# گمینا زاوویا
گمینا زاوویا (به لهستانی:  Gmina Zawoja) یک گمینا در لهستان است که در شهرستان سوخا واقع شده‌است. گمینا زاوویا ۱۲۸٫۸ کیلومتر مربع مساحت و ۸٬۸۴۹ نفر جمعیت دارد.